# Liliana Cavani
Pour les articles homonymes, voir Cavani (homonymie).

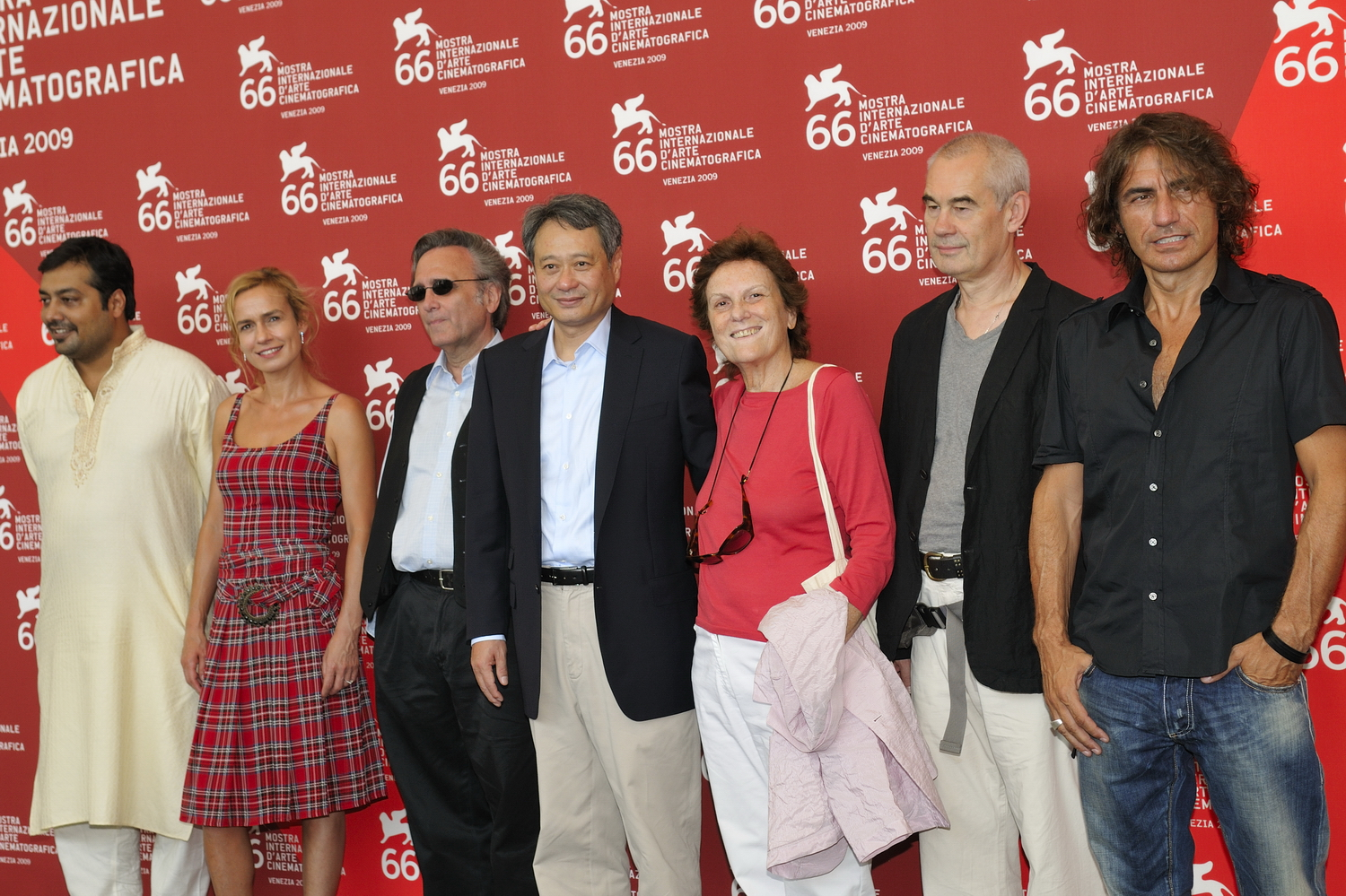
Jury du du Cinéma de Venise, avec Liliana Cavani (2009).

Liliana Cavani, née le 12 janvier 1933 à Carpi, en Émilie-Romagne, est une réalisatrice italienne.

## Biographie
Liliana Cavani entreprend des études de lettres à Bologne avant de sortir diplômée en 1961 du Centro Sperimentale di Cinematografia de Rome.
Très engagée politiquement, elle rentre ensuite sur concours à la RAI et débute comme réalisatrice de documentaires sur la Seconde Guerre mondiale. C'est ainsi qu'elle a par exemple été la première à tourner une histoire du Troisième Reich entre 1962 et 1963, qui reste comme la première œuvre télévisée critique du nazisme[réf. souhaitée]. Elle s’intéresse également à Staline et Pétain, sur lequel elle tourne un documentaire qui lui vaudra le Lion de Saint Marc de la Mostra de Venise en 1965. La même année, elle réalise un documentaire sur les femmes dans la résistance. En 1966 elle réalise pour la Rai un téléfilm sur François d'Assise, qualifié de « vision d'une catholique contestataire », puis un long-métrage sur Galilée. Au-delà de ces documentaires et des aspects proprement historiques, dans la plupart de ses films, elle s'attache à décrire la complexité des sentiments amoureux, les zones d'ombre de l'être humain, pris dans des situations historiques, politiques ou sociales agitées.
Ses films Milarépa en 1974, La Peau en 1981 et Francesco en 1989 ont concouru, en sélection officielle  au Festival de Cannes ;  en 1979, elle a fait partie du jury du festival. Elle a reçu le Prix François Truffaut au Festival du film de Giffoni.
Son film Portier de nuit avec Charlotte Rampling et Dirk Bogarde, sur la trouble relation entre une rescapée des camps de concentration de la Seconde Guerre mondiale et son ancien tortionnaire, a été l'objet de polémiques à sa sortie.

## Filmographie
- 1965 : Primo Piano: Philippe Pétain processo a Vichy (documentaire)
- 1966 : François d'Assise (téléfilm)
- 1968 : Galileo
- 1970 : Les Cannibales (I cannibali)
- 1972 : L'ospite
- 1974 : Milarépa (Milarepa)
- 1974 : Portier de nuit (Il portiere di notte)
- 1977 : Au-delà du bien et du mal (Al di là del bene e del male)
- 1981 : La Peau (La pelle)
- 1982 : Derrière la porte (Oltre la porta)
- 1985 : Berlin Affair (Interno Berlinese)
- 1989 : Francesco
- 1992 : La traviata (télévision)
- 1993 : Sans pouvoir le dire (Dove siete? Io sono qui)
- 1996 : Cavalleria rusticana (téléfilm)
- 1998 : Manon Lescaut (téléfilm)
- 2002 : Ripley's Game
- 2005 : De Gasperi, l'uomo della speranza (téléfilm)
- 2008 : Einstein (téléfilm)
- 2012 : Mai per amore (épisode Troppo Amore de la mini-série)
- 2014 : Francesco (mini-série en deux parties)
- 2023 : L'ordine del tempo

## Distinctions
- Mostra de Venise 1965 : prix pour un documentaire sur Philippe Pétain : Primo Piano: Philippe Pétain processo a Vichy
- Mostra de Venise 1971 : prix du Centre italien des relations humaines pour L'ospite[4]